# MRT (Bangkok)

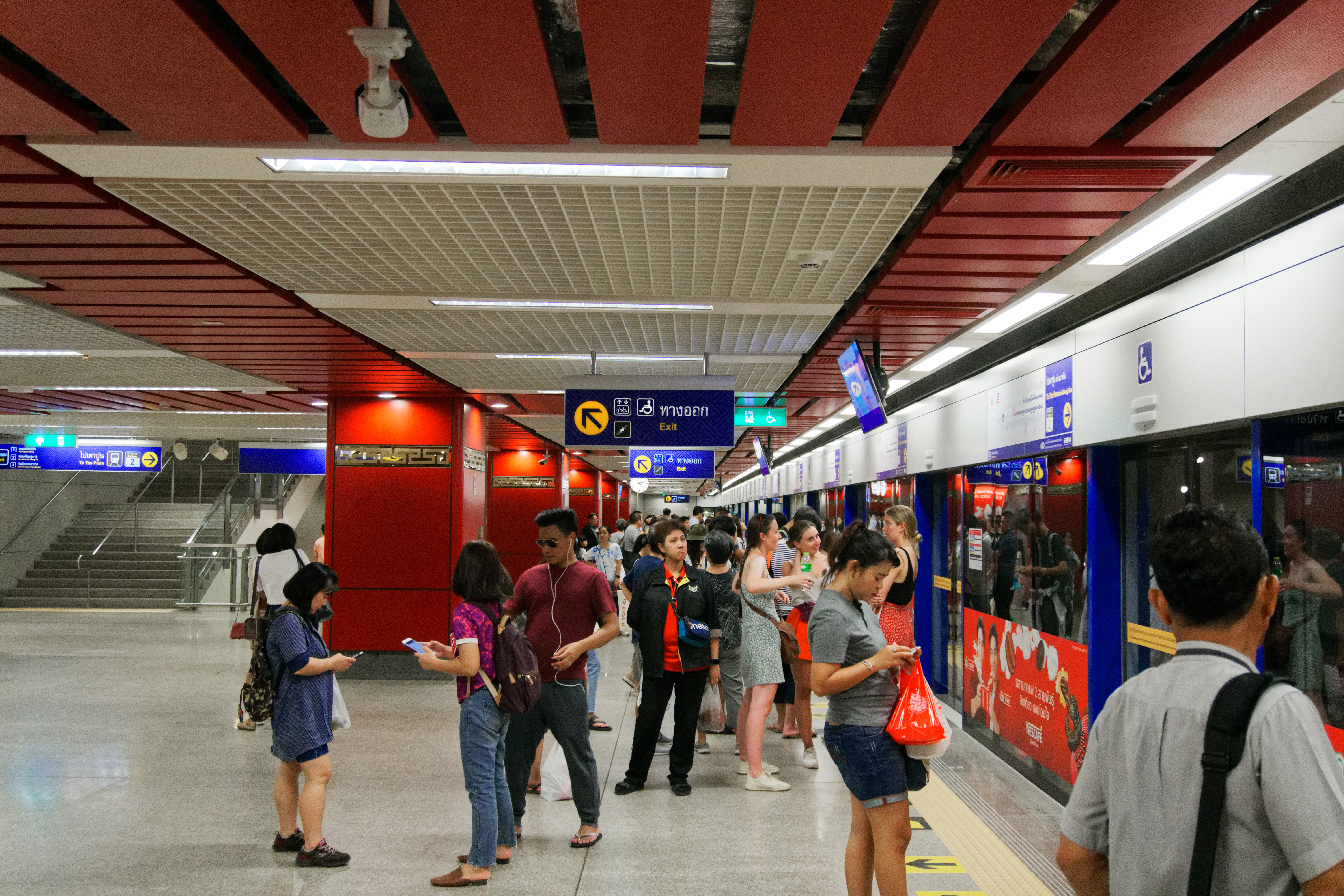
Wat Mangkon

Metropolitan Rapid Transit, förkortat MRT, är en del av Bangkoks spårbundna lokaltrafik. I de centrala delarna av Bangkok går tågen under mark i form av tunnelbana. Men i andra delar går tågen ovan mark eller upphöjt över marken. Nätverket består av fyra linjer som är i drift.
Tunnelbana:
- MRT Blå linje - Går i en cirkel i centrala delar av Bangkok. Öppnade 2004
- MRT Lila linje - Startar nordväst om Bangkok i Khlong Bang Phai och ansluter till blå linje vid Tao Poon. Öppnade 2016.

Monorail:
- MRT Gul linje - Startar vid Lat Phrao (Blå linjen) och slutar vid Samrong där den ansluter till Bangkok Skytrain. Öppnade 2023.
- MRT Rosa linje Öppnade 2023.

## Biljetter
Biljetter kan köpas antingen i form av en bricka med RFID-tagg för en enkel resa, eller som ett kort som man i förväg kan ladda med valfritt belopp. Rabatt för äldre, studenter och barn erbjuds.